# Кінний спорт на літніх Олімпійських іграх 1988
Змагання з кінного спорту на літніх Олімпійських іграх 1988 у Сеулі тривали з 19 вересня до 2 жовтня в Сеульському перегоновому парку, на Олімпійському стадіоні й на Ранчо Коян. В програмі було три види кінного спорту: виїздка, триборство і конкур. Кожен з них поділявся на індивідуальні та командні змагання, тобто загалом розіграно 6 комплектів нагород.

## Медальний залік
| Дисципліни               | Золото | Срібло | Бронза |
| ------------------------ | --- | --- | --- |
| Індивідуальна виїздка    | Ніколь Упгофф на Rembrandt (FRG)                                                                                                | Маргіт Отто-Крепен на Corlandus (FRA)                                                                                             | Крістін Штюкельберґер на Gauguin de Lully CH (SUI)                                                                         |
| Командна виїздка         | ФРН (FRG) Райнер Клімке і Ahlerich Анн-Катрін Лінзенгофф і Courage Моніка Теодореску і Ganimedes Ніколь Упгофф і Rembrandt      | Швейцарія (SUI) Отто Гофер і Andiamo Крістін Штюкельберґер і Gauguin de Lully CH Даніель Рамзаєр і Random Самуель Шацман і Rochus | Канада (CAN) Сінтія Ніл-Ішой і Dynasty Ева Марія Прахт і Emirage Джина Сміт і Malte Ешлі Ніколл і Reipo                    |
| Індивідуальне триборство | Марк Тодд і Charisma (NZL) | Ієн Старк і Sir Wattie (GBR) | Вірджинія Ленг і Master Craftsman (GBR)                                                                                    |
| Командне триборство      | ФРН (FRG) Клаус Ергорн і Justyn Thyme Маттіас Бауманн і Shamrock 11 Тіс Каспарайт і Sherry 42 Ральф Еренбрінк і Uncle Todd      | Велика Британія (GBR) Марк Філліпс і Cartier Карен Стрейкер і Get Smart Вірджинія Ленг і Master Craftsman Ієн Старк і Sir Wattie  | Нова Зеландія (NZL) Марк Тодд і Charisma Марґарет Найтон і Enterprise Ендрю Бенні і Grayshott Тінкс Поттінджер і Volunteer |
| Індивідуальний конкур    | П'єр Дюран, мол. і Jappeloup (FRA)                                                                                              | Ґреґ Бест і Gem Twist (USA) | Карстен Гук і Nepomuk 8 (FRG)                                                                                              |
| Командний конкур         | ФРН (FRG) Лудгер Бербаум і The Freak Вольфґанґ Брінкманн і Pedro Дірк Гафемайстер і Orchidee 76 Франке Слотгак і Walzerkonig 19 | США (USA) Ґреґ Бест і Gem Twist Ліза Енн Джаквін і For the Moment Енн Курсінскі і Starman Джозеф Фарґіс і Mill Pearl              | Франція (FRA) Юбер Бурді і Morgat Фредерік Коттьє і Flambeau C Мішель Робер і La Fayette П'єр Дюран, мол. і Jappeloup      |

## Таблиця медалей
| Місце               | Країна                | Золото | Срібло | Бронза | Загалом |
| ------------------- | --------------------- | ------ | ------ | ------ | ------- |
| 1                   | ФРН (FRG)             | 4      | 0      | 1      | 5       |
| 2                   | Франція (FRA)         | 1      | 1      | 1      | 3       |
| 3                   | Нова Зеландія (NZL)   | 1      | 0      | 1      | 2       |
| 4                   | Велика Британія (GBR) | 0      | 2      | 1      | 3       |
| 5                   | США (USA)             | 0      | 2      | 0      | 2       |
| 6                   | Швейцарія (SUI)       | 0      | 1      | 1      | 2       |
| 7                   | Канада (CAN)          | 0      | 0      | 1      | 1       |
| Загалом (7 збірних) | Загалом (7 збірних)   | 6      | 6      | 6      | 18      |